# Wehenschwäche
Als Wehenschwäche (Inertia uteri) bezeichnet man eine schwache oder unproduktive Ausprägung der Wehen während der Geburt. Sie ist eine recht häufige Form der Störungen des Geburtsvorgangs. Man unterscheidet nach dem Grad der Muskelkontraktionen der Gebärmuttermuskelschicht (Myometrium) eine hypo- oder normotone Wehenschwäche („echte Wehenschwäche“) und eine hypertone Wehenschwäche.

## Hypo- oder normotone Wehenschwäche
Bei der hypo- oder normotonen Wehenschwäche sind die Wehen – bei normalem Grundtonus des Myometriums – zu schwach, zu kurz oder von zu geringer Frequenz. Die Störung der Wehentätigkeit kann dabei von Anfang an unzureichend sein (primäre Wehenschwäche) oder erst im Verlauf der Geburt auftreten (sekundäre Wehenschwäche). Eine kurze Phase der Wehenschwäche ist beim Sprung der Fruchtblase oder bei der Einleitung einer Periduralanästhesie zu beobachten, dies ist jedoch für den Geburtsvorgang ohne Bedeutung.
Ursachen einer primären Wehenschwäche sind
- dystope Erregungsbildung im Myometrium
- verschiedene Medikamente
- Risse der Bauchmuskulatur
- Gebärmutterruptur
- Stoffwechselstörungen (Trächtigkeitstoxikose, Hypokalzämie)

Ursachen einer sekundären Wehenschwäche sind
- Überdehnung der Gebärmutter durch zu große oder zu viele Föten sowie Eihautwassersucht
- verlängerte Geburt durch Einstellungsanomalien.

Bei primärer Wehenschwäche wird die Ursache der Störung beseitigt. Bei sekundärer Wehenschwäche muss zunächst eine Entleerung der Harnblase erwogen werden, da eine gefüllte Blase die Wehen reflektorisch hemmt. Wenn kein Geburtshindernis vorliegt, kann Oxytocin verabreicht werden.

## Hypertone Wehenschwäche
Bei der hypertonen Wehenschwäche ist der Grundtonus erhöht, die Frequenz der Wehen normal oder gesteigert, und Dauer und Stärke sind normal. Diese Wehenstörung ist durch Unproduktivität gekennzeichnet und entsteht infolge unkoordinierter Kontraktionen des Myometriums.
Zur Therapie wird ein Tokolytikum eingesetzt, anschließend gegebenenfalls die weitere Geburt mit Oxytocin unterstützt.